# Belofte (scouting)
Met de belofte zegt een scout zijn best te doen om de wet te houden, anderen te helpen en als hij daarvoor kiest de plicht/dienst voor God en land. Het is een deel van de Scoutmethode.
Net zoals bij de wetten, zijn er zijn diverse beloftes, afhankelijk van leeftijd en speltak. De belofte wordt afgenomen tijdens de installatie van een scoutlid. Bij Scouts en Gidsen Vlaanderen gaat dit soms gepaard met het zingen van het beloftelied.
Internationaal speelt bij de meeste Scoutingorganisaties een godheid een rol in de belofte, omdat oorspronkelijk een Scout een religie moest hebben, al maakte het niet uit welke (Volgens Baden-Powell diende iedereen dezelfde god).

## Belofte van Scouting Nederland

### Voor bevers
Ik beloof* mijn best te doen een goede bever te zijn.
Samen te spelen en samen te delen.

### Voor welpen
Ik beloof* mijn best te doen een goede welp te zijn.
Iedereen te helpen waar ik kan en me te houden aan de welpenwet.
Jullie kunnen op mij rekenen.

### Voor scouts
Ik beloof* mijn best te doen een goede scout te zijn.
Iedereen te helpen waar ik kan en me te houden aan de Scoutingwet.
Ik wil samen met anderen het goede zoeken en bevorderen.
Jullie kunnen op mij rekenen.

### Voor explorers
Ik beloof* mijn best te doen een goede explorer te zijn.
Iedereen te helpen waar ik kan en me te houden aan de Scoutingwet.
Ik wil samen met anderen het goede zoeken en bevorderen.
Ik wil de kansen die ik krijg benutten, door zo goed mogelijk om te gaan met de middelen die mij ter beschikking staan.
Jullie kunnen op mij rekenen.

### Voor roverscouts
Ik beloof* mijn best te doen een goede roverscout te zijn.
Iedereen te helpen waar ik kan en me te houden aan de Scoutingwet.
Ik wil samen met anderen het goede zoeken en bevorderen.
Ik wil de kansen die ik krijg benutten, door zo goed mogelijk om te gaan met de middelen die mij ter beschikking staan.
Ik wil ontdekken op welke manier ik een bijdrage kan leveren aan de samenleving, zowel binnen als buiten Scouting.
Jullie kunnen op mij rekenen.

### Voor leidinggevenden
Ik beloof* mijn best te doen goede leiding te zijn.
Iedereen te helpen waar ik kan en me te houden aan de Scoutingwet.
Ik wil jullie helpen goede scouts te zijn en jullie stimuleren in je ontwikkeling. Ik wil dit samen met de andere leiding doen.
Jullie kunnen op mij rekenen.

### Voor (plusscout)leden
Ik beloof* mijn best te doen in mijn rol een goede bijdrage te leveren aan Scouting.
Iedereen te helpen waar ik kan en me te houden aan de Scoutingwet.
Ik doe mijn best een bijdrage te leveren aan de samenleving, zowel binnen als buiten Scouting.
Jullie kunnen op mij rekenen.
Waar een stersymbool (*) staat weergegeven is facultatief de toevoeging ‘met de hulp van God’ mogelijk, waarmee God staat voor de verschillende benamingen die hier vanuit verschillende geloofsrichtingen voor worden gebruikt.

## Belofte van Scouts en Gidsen Vlaanderen
De eerste is voor Kapoenen, de laatste is voor Jins/leiding
Ik ben scout/ gids
Ik verken de wereld,
ik val, ik tuimel en ik sta weer op.
Ik wil mijn best doen.
Ik ben scout/gids, tussen scouts en gidsen
Daarom beloof ik
me in te zetten voor mijn groep,
want mijn werk is ploegwerk,
en onze inzet verzet bergen.
Ik ben scout/gids, tussen scouts en gidsen,
hier & nu; ginds & morgen
het spel dat we spelen is niet luchtledig.
Samen willen we de wereld verdraaien.
Ik ben scout/gids, tussen scouts en gidsen, in de wereld
zo hoop ik op iets meer dan wat ik zie.
Ik hoop dat wat ik doe niet voor niets is,
ik geloof dat wat we doen zin heeft,
ik beloof dat het niet om het even is.

## Belofte van FOS Open Scouting

### Beverbelofte
Als bevers zullen we vriend zijn, samen spelen en delen.

### Welpenbelofte
Akela,
Graag wil ik welp zijn van onze horde.
Daarom wil ik mijn best doen om flink mee te spelen met alle welpen en oude wolven.
of
Akela en Bagera, wij doen ons best!
De welp volgt de oude wolf
De welp is moedig en houdt vol.

### Jongverkenners-/jonggidsenbelofte
Ik beloof te trachten:
goed samen te werken in onze groep
te leven naar de scouts- en gidsenwet en mijn overtuiging
anderen te helpen waar ik kan

### Gidsen-en scoutsbelofte
Ik beloof, op mijn eer, te trachten:
trouw te zijn aan een hoger ideaal, onze groep en de democratie
de gidsen-/scouts- wet na te leven
te helpen waar ik kan
eerst aan mijn kinderen te denken en dan pas aan mezelf (enkel voor leiding en stam)

## Belofte van Europascouts en Gidsen - België

### Welpenbelofte
Ik beloof mijn best te doen om trouw te blijven aan
God, mijn vaderland, de Koning en mijn ouders,
om de hordewet na te leven
en om elke dag een goede daad te doen.

### Gidsen-en scoutsbelofte
Ik beloof op mijn erewoord,
met Gods genade en naar best vermogen,
God, Kerk, Koning, land en Europa te dienen,
mijn naaste te helpen in alle omstandigheden,
de scoutswet na te leven.

## Oude beloftes

### Padvindersbelofte Verkenners
(NPV van voor 1946 tot de fusie in 1973) Deze werd gebruikt door verkenners, voortrekkers en leiders:
Op mijn eer beloof ik ernstig te zullen trachten:
Mijn plicht te doen tegenover God en mijn land,
Iedereen te helpen waar ik kan,
De padvinderswet te gehoorzamen.

### Padvindersbelofte Welpen
(NPV van ? tot de fusie in 1973):
Ik beloof mijn best te zullen doen:
Mijn plicht te doen tegenover God en mijn land,
De wet van de welpenhorde te gehoorzamen en
Iedere dag een goede daad te doen.

### Verkennersbelofte
(KV rond 1950)
Op mijn erewoord beloof ik met de hulp van Gods genade ernstig te zullen trachten:
Mijn plicht te doen tegenover God, de Kerk en mijn Land;
Iedereen te helpen waar ik kan;
De Verkennerswet te gehoorzamen.

## Originele beloftes
Zoals Robert Baden-Powell ze opgesteld had.

### The Girl Guide/Girl Scout Promise
On my honour I promise that I will do my best:
To do my duty to God and the King, (or God and my country);
To help other people at all times;
To obey the Guide Law.

### The Scout Promise
On my honour I promise that I will do my best:
To do my duty to God and the King (or to God and my Country);
To help other people at all times;
To obey the Scout Law

### The Outlander Promise
Baden-Powell schreef deze alternatieve belofte genaamd The outlander Promise voor scouts die omwille van gewetensredenen geen plicht aan een koning, of religie in seculiere omstandigheden konden erkennen.
On my honour and conscience, I promise that I will do my best,
To render service to my country;
To help other people,
And to keep the Scout Law.